# Maschane nubiloviolaceus
Maschane nubiloviolaceus är en fjärilsart som beskrevs av Rothschild 1917. Maschane nubiloviolaceus ingår i släktet Maschane och familjen tandspinnare. Inga underarter finns listade i Catalogue of Life.